# Взгляд зимы
Взгляд зимы (англ. Cold Comes the Night) — американский криминальный триллер 2013 года, снятый Цзе Чуном, написавшим сценарий в соавторстве с Озом Перкинсом и Ником Саймоном. Он был выпущен 20 сентября 2013 года в Великобритании и 10 января 2014 года в США. В ролях Элис Ив, Брайан Крэнстон и Логан Маршалл-Грин. Продюсерами фильма выступили Минетт Луи и Тревор Саган.

## Сюжет
Хлоя, мать-одиночка, живущая со своей дочерью Софией, управляет мотелем. Топо — слепой, путешествующий по стране на джипе со своим помощником Джоном. Они останавливаются в мотеле Хлои, когда Джон нанимает проститутку Гвен и убеждает Топо остаться на ночь. Когда Гвен развлекает Джона, в ссоре Джон смертельно ранит из пистолета Гвен, разбудив Хлою. Расследование Хлои находит Гвен и Джона мертвыми.
Когда прибывает полиция, Хлоя разговаривает со своим другом-полицейским Билли, который был сутенером Гвен. Он утешает её, в то время как Хлоя говорит ему, что больше не позволит его девочкам пользоваться комнатами в её мотеле, поскольку социальный работник ранее угрожал забрать Софию. На следующий день Топо берет в заложники Хлою и Софию в поисках джипа. Пока София смотрит телевизор, Хлоя соглашается забрать джип у полиции. Топо заставляет Хлою и Софию наблюдать за домом Билли. Жена Билли Эмбер открывает дверь, и Хлоя и Билли дерутся. Билли отказывается отдать Хлое джип. Топо заставляет Хлою ворваться на полицейскую свалку и забрать пакет, спрятанный за радио. Ускользнув от патрульного, Хлоя добирается до машины, но не может найти пакет.
Вернувшись в мотель, Хлоя узнает больше о Топо и выясняет, что он курьер, который должен доставлять пачки денег. Она предлагает Топо разделить деньги, если она поможет ему быстрее, и он неохотно соглашается из-за своего нового недуга. После того, как Хлоя засыпает с Софией, Топо осматривается и находит спрятанный Хлоей запас денег на экстренный случай.
На следующее утро Топо и Хлоя наблюдают, узнав, что Джон был племянником Топо, а муж Хлои погиб в результате побега. Найдя Билли, Хлоя следует за ним, но её обнаруживают и загоняют в угол в переулке. После того, как Билли прижал Хлою к крыше машины, Топо подкрадывается к нему сзади, допрашивает его и направляется к дому Билли, думая, что там спрятаны деньги. После того, как Хлоя находит деньги под кроватью, она сталкивается с Эмбер, в которую стреляет Топо. Они уходят, привязав Билли к батарее. Они возвращаются в мотель, откуда Топо уходит со всеми деньгами с другим партнером, Донни.
Хлоя звонит в полицию и сообщает им, что она была заложницей. Они говорят ей, что Билли не нашли в его доме, и решают оставить там патрульную машину для её безопасности. Топо и Донни встречают квебекскую мафию, Жака и его сообщников на автостоянке. Мафия заталкивает Топо в машину и начинает считать деньги, чтобы обнаружить, что Топо не хватает пятидесяти тысяч, которые Хлоя получила в качестве своей доли. Когда Жак угрожает убить Топо, Топо убивает их всех. Вернувшись в мотель, Хлоя упаковывает вещи её и Софии. Она отправляет полицию только для того, чтобы Топо подошел к ней, чтобы вернуть ей её долю, когда Билли стреляет в Топо и Донни и загоняет Хлою в угол, которая затем бросает его в окно. непреднамеренно смертельно порезав себе шею.
Хлоя создает сцену, похожую на неудачную сделку, и уезжает с Софи в такси в неизвестном направлении.

## Актёрский состав
- Элис Ив в роли Хлои
- Брайан Крэнстон в роли «Топо» Тополевски
- Логан Маршалл-Грин в роли Билли
- Урсула Паркер в роли Софии
- Лео Фицпатрик в роли Донни
- Эрин Каммингс в роли Эмбер
- Робин Лорд Тейлор в роли Куинси
- Сара Соколович в роли Гвен

## Производство
Фильм снимался в течение 22 дней в октябре и ноябре 2012 года в Виндхэме, Каире и Восточном Дареме в округе Грин, северная часть штата Нью-Йорк. Ранее известный как «Око зимы» и «Холодный квартал», этот фильм является вторым совместным полнометражным фильмом режиссёра Цзе Чуна и продюсера. Минетт Луи; Премьера их предыдущего фильма «Дети изобретения» состоялась на фестивале «Сандэнс» в 2009 году.

## Реакция
На Rotten Tomatoes фильм набрал 44 % рейтинга одобрения. По общему мнению критиков, «Несмотря на сильную игру Брайана Крэнстона и Элис Ив, „Взгляд зимы“ сводится на нет серией нелогичных поворотов сюжета». На Metacritic у него 37 %.